# Royal Rumble (1992)
Royal Rumble (1992) było piątą edycją corocznej gali pay-per-view Royal Rumble, która została wyprodukowana przez World Wrestling Federation. Miała miejsce 19 stycznia 1992 w Knickerbocker Arena w Albany w stanie Nowy Jork.
Walką wieczoru był 1992 Royal Rumble match. Tegoroczna walka była historyczna, gdyż po raz pierwszy w historii WWF, zwycięzca walki zdobywał WWF World Heavyweight Championship, które zostało zwakowane w grudniu 1991. Walkę wygrał Ric Flair, który wyeliminował jako ostatniego Sida Justice’a, z pomocą spoza ringu ze strony Hulka Hogana, stając się nowym WWF World Heavyweight Championem. W karcie walk znalazły się pojedynki takie jak The Natural Disasters (Earthquake i Typhoon) kontra The Legion of Doom (Hawk i Animal) o WWF Tag Team Championship, The Beverly Brothers (Blake i Beau) kontra The Bushwhackers (Luke i Butch), oraz Roddy Piper kontra The Mountie o WWF Intercontinental Championship.

## Przygotowania
Royal Rumble oferowało walki profesjonalnego wrestlingu z udziałem różnych wrestlerów z istniejących oskryptowanych rywalizacji i storyline'ów, które były kreowane na tygodniówkach WWF – Superstars, Wrestling Challenge i Prime Time Wrestling. Wrestlerzy byli przedstawiani jako heele (negatywni, źli zawodnicy i najczęściej wrogowie publiki) i face’owie (pozytywni, dobrzy i najczęściej ulubieńcy publiki), gdzie rywalizowali pomiędzy sobą w seriach walk mających w budować napięcie, kulminując w decydującą walkę wrestlerską lub ich serię.
Na gali odbył się coroczny Royal Rumble match, w którym wzięło udział 30 wrestlerów, a walka się kończyła, kiedy w ringu pozostała jedna osoba, zaś 29 innych zostało wyeliminowanych poprzez wyrzucenie z ringu nad górną liną i dotknięcie obiema stopami podłogi.
Przed galą zostało ogłoszone, że zwycięzca Royal Rumble matchu zdobędzie zwakowany WWF Championship, który został zabrany Hulkowi Hoganowi po dwóch kontrowersyjnych zmianach posiadaczy tytułu pomiędzy nim, a The Undertakerem, wpierw na Survivor Series, a później na This Tuesday in Texas. Hogan i Undertaker wzięli udział w owej walce. Prezydent WWF Jack Tunney dał im przewagę nad innymi, gdyż mogli oni wylosować numerek z liczb pomiędzy 20 i 30.

## Gala
Royal Rumble match pomógł Justice’owi na powolny heelturn. Justice, który powrócił po kontuzji, wszedł jako 29. i był w ostatniej czwórce wraz z Hoganem, Randym Savage’em i Flairem. Justice wyeliminował Savage’a i następnie Hogana, zostając jedynie z Flairem w ringu. Podczas emisji pay-per-view, eliminacja Hogana przez Justice’a była dopingowana przez publikę, pomimo planów storyline'owych, w którym Sid "zaszedł Hogana od tyłu" i go wyrzucił. W rezultacie, oryginalna reakcja została edytowana w powtórkach i na archiwalnych nagraniach gali, gdzie dograno dodatkowy komentarz Gorilli Monsoona, oczerniający Sida za jego akcje (Monsoon oryginalnie powiedział, że eliminacja Hogana ze strony Justice’a była fair). Hogan, który był obok ringu po byciu wyeliminowanym, złapał za rękę Sida i zwrócił jego uwagę na tyle, by Flair go mógł wyeliminować i stać się nowym WWF World Heavyweight Championem. Po walce, Sid i Hogan zaczęli kłótnię, przez którą musieli być rozdzieleni przez ochronę.
W jego książce zatytułowanej To Be The Man, Ric Flair wspomniał, że nie wiedział, iż to on wygra Royal Rumble i jednocześnie tytuł WWF, dopóki nie przybył tego dnia na arenę i go o tym nie poinformowano. Poczuł, że został nr. 3., aby móc zaprezentować swoje umiejętności ringowe publice. W międzyczasie, Bobby Heenan w swojej autobiografii Bobby The Brain powiedział, że Flair miał rozpocząć Rumble jako 1., lecz ostatecznie Vince McMahon pozostał przy swoim pomyśle, by dać mu inny numerek.

## Wydarzenia po gali
Konfrontacja pomiędzy Hoganem i Justicem była kontynuowana przez kolejne tygodnie na różnych tygodniówkach WWF. Na Superstars z 25 stycznia 1992, prezydent WWF Jack Tunney odbył konferencję prasową, w której ogłosił, że Hogan zawalczy z Flairem o WWF World Heavyweight Championship na WrestleManii VIII. Justice, który zjawił się na konferencji, zagroził Tunneyowi, że jeśli to on nie będzie głównym pretendentem, to zrobi najgorszą rzecz Tunneyowi, o jakiej nigdy nie myślał. Sid później przeprosił i Hogan owe przeprosiny zaakceptował, lecz 8 lutego na Saturday Night’s Main Event, Justice opuścił Hogana podczas tag team matchu przeciwko Flairowi i The Undertakerowi, potwierdzając swój heelturn i prowadząc do walki na WrestleManii VIII.
W międzyczasie, Flair zaczął rywalizację z Savage’em o WWF World Heavyweight Championship. Na rzecz storyline'u, Flair powiedział, że jego poprzedni związek z żoną Savage’a, Miss Elizabeth, układał się nadzwyczaj dobrze, pokazując spreparowane zdjęcia Elizabeth, na których doklejony został Flair. Ostatecznie zawalczyli ze sobą w title matchu na WrestleManii VIII, gdzie Savage wygrał pojedynek i po raz drugi WWF World Heavyweight Championship

## Wyniki walk
| Nr                                                                                    | Wyniki | Stypulacje                                                 | Czas     |
| ------------------------------------------------------------------------------------- | --- | ---------------------------------------------------------- | -------- |
| 1D                                                                                    | Chris Walker pokonał The Brooklyn Brawlera przez dyskwalifikację                                                                                       | Singles match                                              | –        |
| 2                                                                                     | The New Foundation (Owen Hart i Jim Neidhart) pokonali The Orient Express (Pata Tanakę i Kato) (w/ Mr. Fuji)                                           | Tag team match                                             | 17:18    |
| 3                                                                                     | Roddy Piper pokonał The Mountiego (c) (w/ Jimmy Hart)                                                                                                  | Singles match o WWF Intercontinental Championship          | 05:22    |
| 4                                                                                     | The Beverly Brothers (Blake Beverly i Beau Beverly) (w/ The Genius) pokonali The Bushwhackers (Bushwhackera Luke’a i Bushwhackera Butcha) (w/ Jamison) | Tag team match                                             | 14:56    |
| 5                                                                                     | The Natural Disasters (Earthquake i Typhoon) (w/ Jimmy Hart) pokonali The Legion of Doom (Hawka i Animala) (c) przez wyliczenie poza-ringowe           | Tag team match o WWF Tag Team Championship                 | 09:24    |
| 6                                                                                     | Ric Flair wygrał eliminując jako ostatniego Sida Justice’a                                                                                             | 30-osobowy Royal Rumble match o zwakowany WWF Championship | 01:00:02 |
| (c) – mistrz/mistrzyni przed walkąD – walka była dark matchem (nietransmitowana w TV) | |                                                            |          |

### Udziały i eliminacje w Royal Rumble matchu
Nowy wrestler wchodził do ringu co około 2 minuty.
| Nr. wejściowy | Uczestnik           | Nr. eliminacji | Wyeliminowany przez           | Czas    |
| ------------- | ------------------- | -------------- | ----------------------------- | ------- |
| 1             | The British Bulldog | 7              | Rica Flaira                   | 23:33   |
| 2             | Ted DiBiase         | 1              | The British Bulldoga          | 01:18   |
| 3             | Ric Flair           | -              | Zwycięzca                     | 1:00:02 |
| 4             | Jerry Sags          | 2              | The British Bulldoga          | 01:06   |
| 5             | Haku                | 3              | The British Bulldoga          | 01:51   |
| 6             | Shawn Michaels      | 9              | Tito Santanę                  | 15:46   |
| 7             | Tito Santana        | 10             | Shawna Michaelsa              | 13:55   |
| 8             | The Barbarian       | 11             | Herculesa                     | 12:55   |
| 9             | The Texas Tornado   | 8              | Rica Flaira                   | 09:20   |
| 10            | Repo Man            | 6              | Big Boss Mana                 | 06:23   |
| 11            | Greg Valentine      | 5              | Repo Mana                     | 04:12   |
| 12            | Nikolai Volkoff     | 4              | Repo Mana                     | 01:03   |
| 13            | Big Boss Man        | 13             | Rica Flaira                   | 03:38   |
| 14            | Hercules            | 12             | Big Boss Mana                 | 00:56   |
| 15            | Roddy Piper         | 25             | Sid Justice                   | 34:06   |
| 16            | Jake Roberts        | 15             | Randy’ego Savage’a            | 10:55   |
| 17            | Jim Duggan          | 19             | Virgila                       | 20:45   |
| 18            | Irwin R. Schyster   | 23             | Roddy’ego Pipera              | 27:01   |
| 19            | Jimmy Snuka         | 14             | The Undertakera               | 02:27   |
| 20            | The Undertaker      | 17             | Hulka Hogana                  | 13:51   |
| 21            | Randy Savage        | 27             | Rica Flaira i Sida Justice’a  | 22:26   |
| 22            | The Berzerker       | 18             | Hulka Hogana                  | 09:00   |
| 23            | Virgil              | 20             | Jima Duggana                  | 07:29   |
| 24            | Col. Mustafa        | 16             | Randy’ego Savage’a            | 02:36   |
| 25            | Rick Martel         | 26             | Sida Justice’a                | 12:39   |
| 26            | Hulk Hogan          | 28             | Sida Justice’a                | 11:29   |
| 27            | Skinner             | 21             | Ricka Martela                 | 02:13   |
| 28            | Sgt. Slaughter      | 22             | Sida Justice’a                | 04:37   |
| 29            | Sid Justice         | 29             | Hulka Hogaan i Rica Flaira    | 05:55   |
| 30            | The Warlord         | 24             | Hulka Hogana i Sida Justice’a | 01:43   |

- Ric Flair ustanowił nowy rekord długości pobytu w ringu, który wynosił 1:00:02.